# Brednäbbad todi
Brednäbbad todi (Todus subulatus) är en fågel i familjen todier inom ordningen praktfåglar.

## Utbredning och systematik
Fågeln förekommer i torra buskmarker och skogar på Hispaniola och Gonave Island. Den behandlas som monotypisk, det vill säga att den inte delas in i några underarter.

## Status och hot
Arten har ett stort utbredningsområde men tros minska i antal, dock inte tillräckligt kraftigt för att den ska betraktas som hotad. Internationella naturvårdsunionen IUCN listar därför arten som livskraftig (LC).